# 新保寅次
新保 寅次（しんぼ とらじ、1874年（明治7年）8月6日 - 1955年（昭和30年））は、日本の教育者。

## 経歴
1874年、新保正與の次男として新潟県蒲原郡、のちの西蒲原郡曽根村（曽根町、西川町を経て現新潟市西蒲区）で生まれ、新保宇源太の養子となった。第一高等学校を経て、1898年（明治31年）、東京帝国大学文科大学国文科を卒業し、大学院に進んだ。
卒業後は、高田中学校教諭、福岡県立中学伝習館教諭、真岡中学校校長、宇都宮中学校校長、鹿児島県立第二鹿児島中学校校長、山口高等学校校長、松本高等学校校長を歴任し、1932年（昭和7年）から広島高等学校校長を務めた。

## 受賞・栄典
- 從四位、勳三等

## 家族・親族
- 実父：新保正與は三根山藩士。
- 兄：新保磐次 も 教育者[3]。
- 岳父：園山勇 は衆議院議員・長野県知事・宮崎県知事。